# Filjor
Filjor (russisk: Филёр) er en sovjetisk spillefilm fra 1987 af Roman Balajan.

## Medvirkende
- Oleg Jankovskij som Pjotr Vorobjov
- Jelena Safonova som Nastja
- Aleksandr Vokatj
- Oleksij Gorbunov som Lavrentjev
- Aleksandr Zbrujev som Jakov Pjatkin